# 野間駅
野間駅（のまえき）は、愛知県知多郡美浜町大字野間字新大町にある名古屋鉄道知多新線の駅。駅番号はKC23。
快速急行以下の列車のほか、一部の特急が停車、快速特急は通過していたが、2011年3月26日のダイヤ改正で全列車が停車する駅となった。

## 歴史
- 1976年（昭和51年）4月4日 - 知多新線の終着駅として開業。開業時より無人駅。
- 1980年（昭和55年）6月5日 - 知多新線が内海まで延伸。途中駅となる。 
  - 内海駅との間に、小野浦駅の設置が計画されていたが、未成に終わった。
- 2007年（平成19年）7月14日 - トランパス導入
- 2011年（平成23年）2月11日 - ICカード乗車券「manaca」供用開始。
- 2012年（平成24年）2月29日 - トランパス供用終了。
- 2023年（令和5年）3月18日 - 2番線閉鎖[2]。

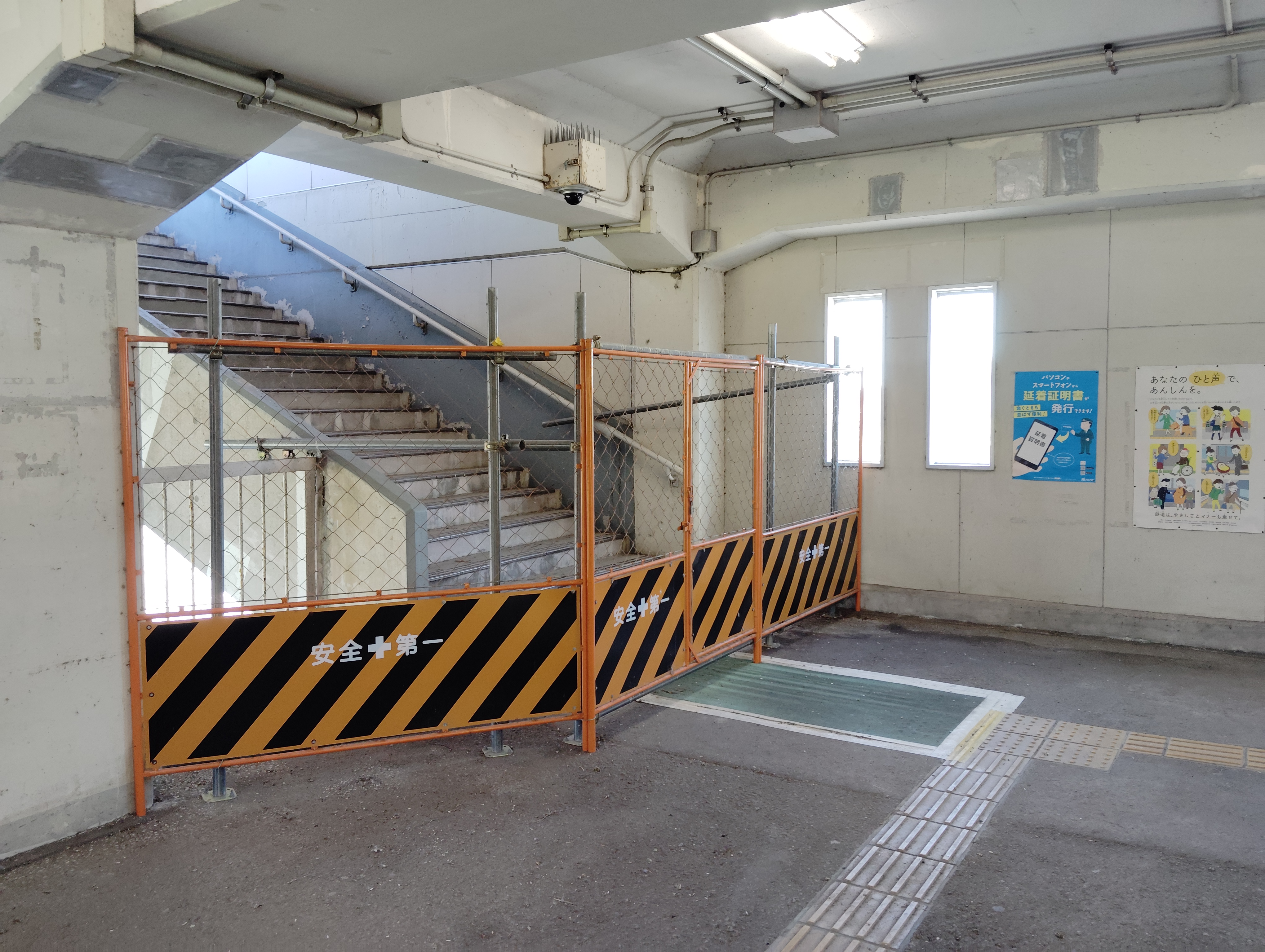
閉鎖された2番線

## 駅構造
単式ホーム1面1線を持つ高架駅。ホーム有効長が6両分しかないため、8両編成の場合は後ろ2両が締切となる。2023年ダイヤ改正までは相対式ホーム2面2線で行き違い可能な駅であったが、2023年3月18日以降、2番線が使用停止となり1番線に全ての列車が発着する。
駅集中管理システムが導入された無人駅である（管理駅は知多半田駅。かつては季節によって駅員が臨時配置されたこともある）。改札口は地上階から階段を登った中2階にあり、付近には自動券売機（通勤manaca定期券（新規・継続）および通学manaca定期券（継続のみ）の購入も可能。ただし、名鉄ミューズカードでの決済は7:00～22:00の間に限られる。）と自動精算機（ICカードの積み増し等も可能）を1台ずつ備えている。なお、エレベーターやエスカレータは設置されていない。

### のりば
| 番線 | 路線        | 方向       | 行先                         |
| ---- | ----------- | ---------- | ---------------------------- |
| 1    | KC 知多新線 | 下り       | 内海ゆき                     |
| 1    | KC 知多新線 | 上り       | 富貴・太田川・名鉄名古屋方面 |
| 2    | (使用停止)  | (使用停止) | (使用停止)                   |

### ギャラリー

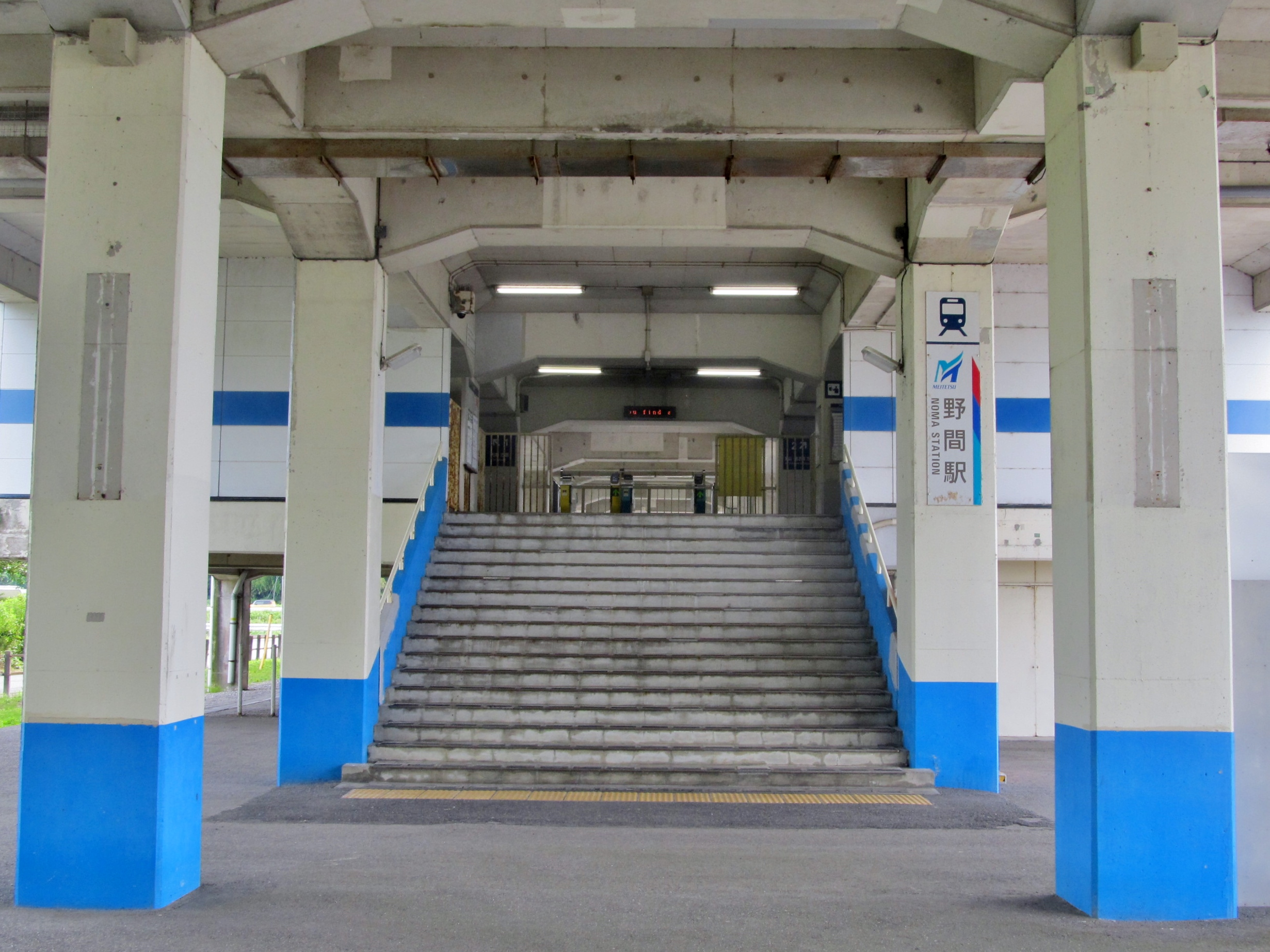
入口
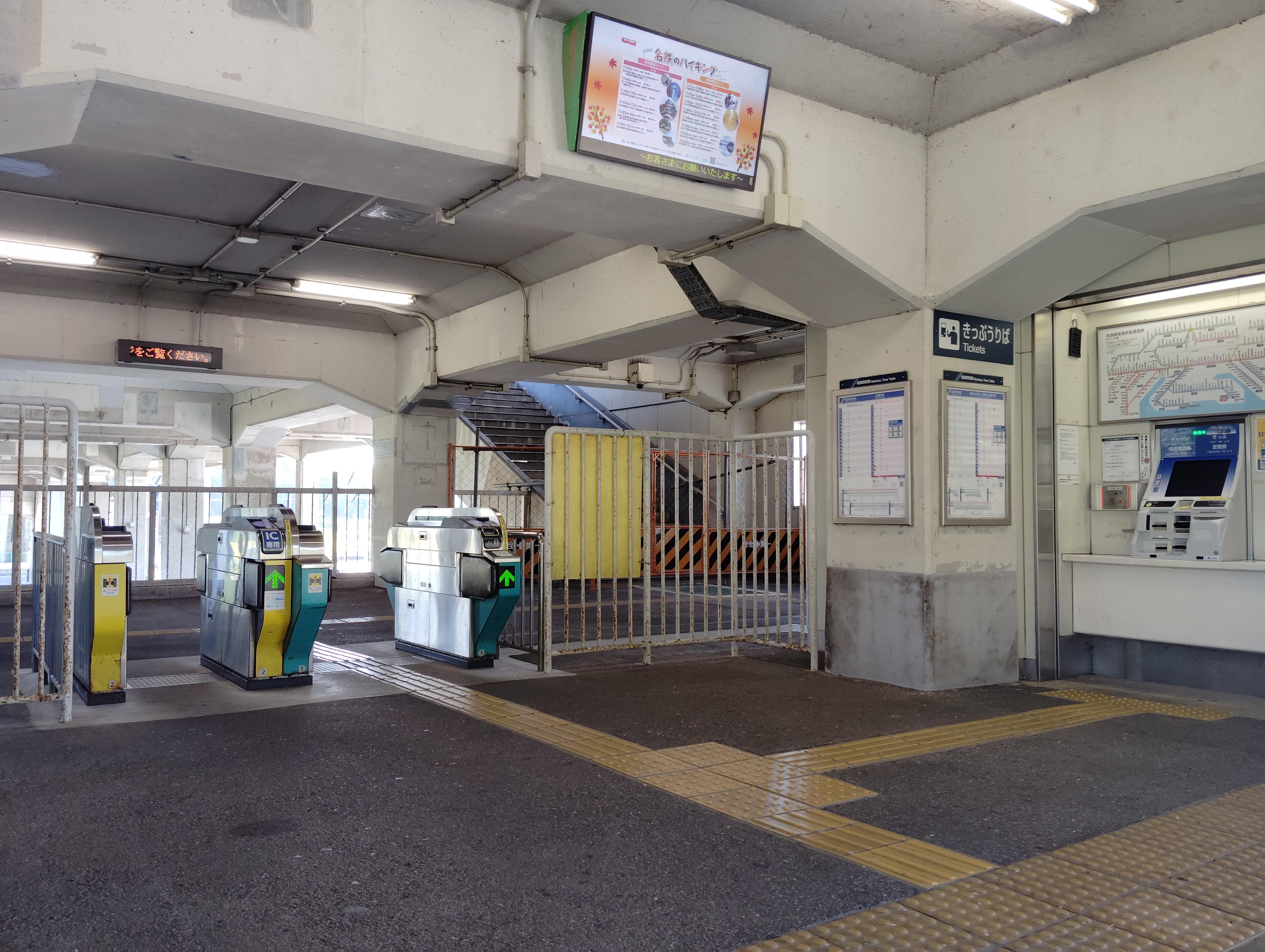
券売機と改札機
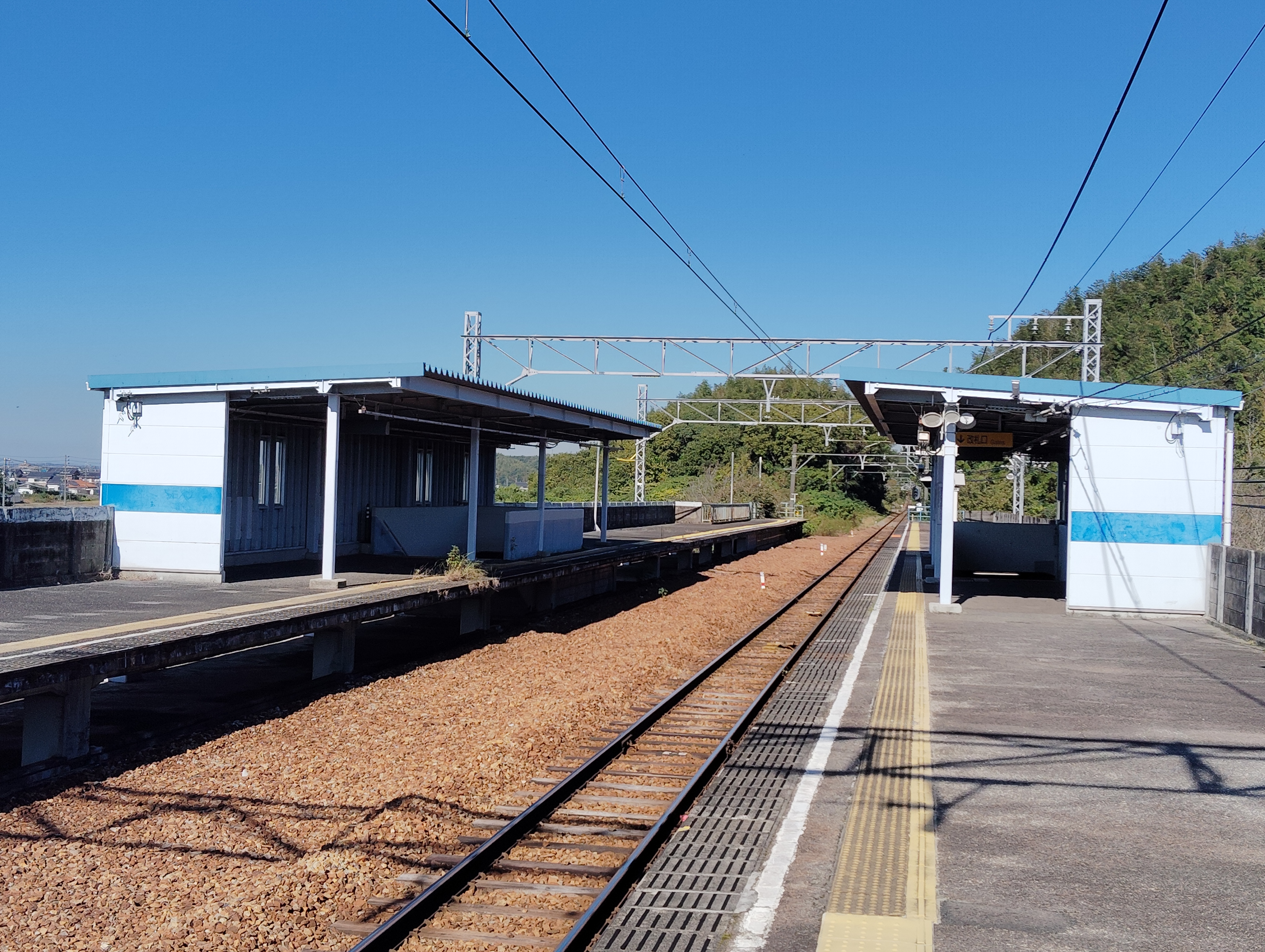
ホーム（2番線のレール撤去後）
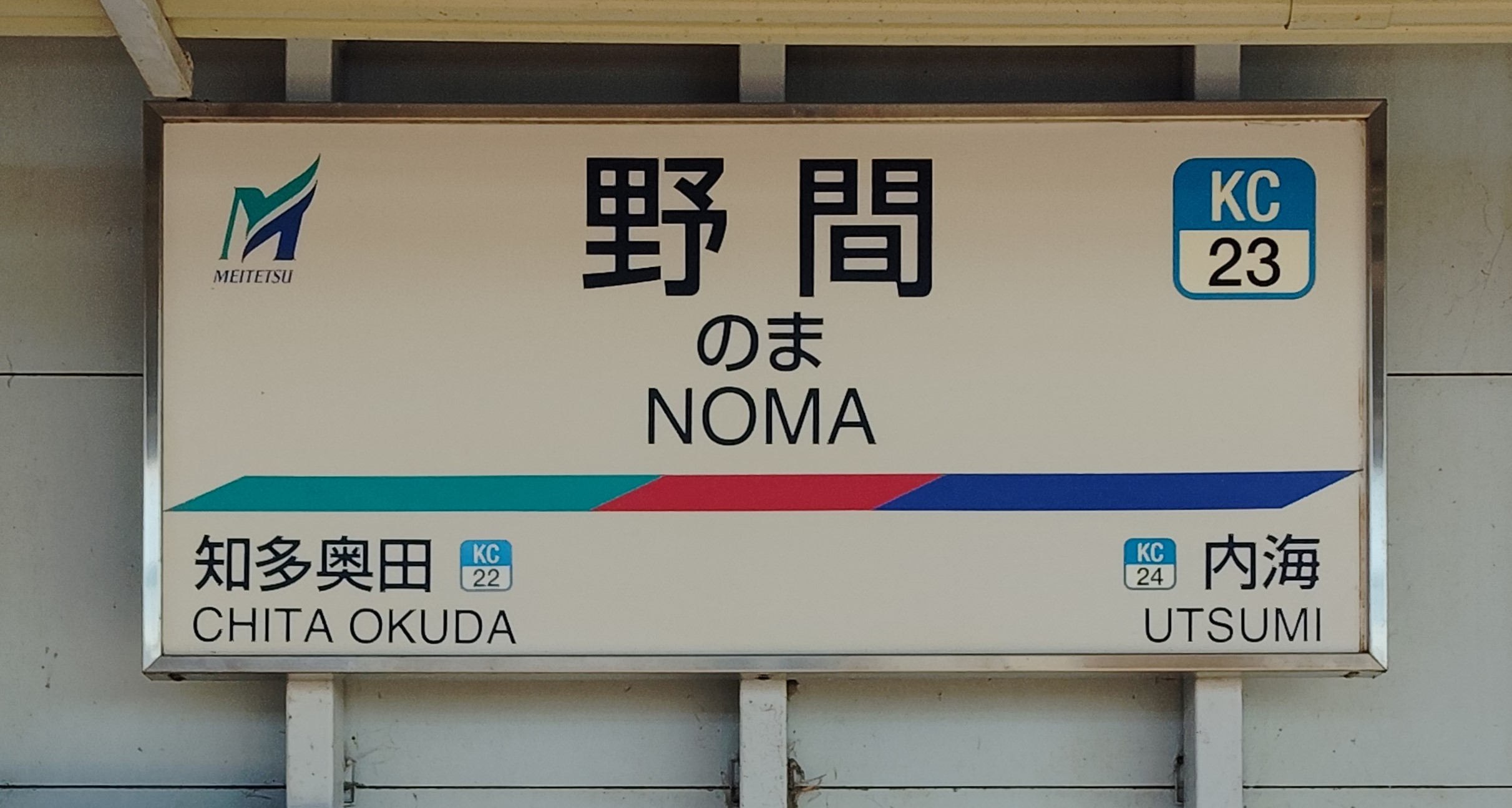
駅名標

### 配線図
| ← 富貴方面                                             | 野間駅 構内配線略図 | → 内海駅 |
| 凡例 出典:2009年現在。2023年3月18日以降、2番線は閉鎖。 |                     |          |

## 利用状況
- 「移動等円滑化取組報告書」によれば、2020年度の1日平均乗降人員は500人である[6]。
- 『名鉄120年：近20年のあゆみ』によると2013年度当時の1日平均乗降人員は736人であり、この値は名鉄全駅（275駅）中246位、河和線・知多新線（24駅）中18位であった[7]。
- 『名古屋鉄道百年史』によると1992年度当時の1日平均乗降人員は918人であり、この値は岐阜市内線均一運賃区間内各駅（岐阜市内線・田神線・美濃町線徹明町駅 - 琴塚駅間）を除く名鉄全駅（342駅）中230位、河和線・知多新線（26駅）中18位であった[8]。

『愛知県統計年鑑』、『知多半島の統計』各号によると、一日平均乗車人員の推移は以下の通りである。
| 年                 | 総数 | 定期 | 備考   |
| ------------------ | ---- | ---- | ------ |
| 1978（昭和53）年度 | 296  | 233  | [ 9 ]  |
| 1979（昭和54）年度 | 295  | 241  | [ 10 ] |
| 1980（昭和55）年度 | 316  | 261  | [ 11 ] |
| 1981（昭和56）年度 | 323  | 269  | [ 12 ] |
| 1982（昭和57）年度 | 337  | 289  | [ 13 ] |
| 1983（昭和58）年度 | 336  | 284  | [ 14 ] |
| 1984（昭和59）年度 | 325  | 283  | [ 15 ] |
| 1985（昭和60）年度 | 377  | 297  | [ 16 ] |
| 1986（昭和61）年度 | 413  | 303  | [ 17 ] |
| 1987（昭和62）年度 | 401  | 290  | [ 18 ] |
| 1988（昭和63）年度 | 426  | 312  | [ 19 ] |
| 1989（平成元）年度 | 426  | 307  | [ 20 ] |
| 1990（平成02）年度 | 437  | 330  | [ 21 ] |
| 1991（平成03）年度 | 460  | 346  | [ 22 ] |
| 1992（平成04）年度 | 450  | 352  | [ 23 ] |
| 1993（平成05）年度 | 445  | 345  | [ 24 ] |
| 1994（平成06）年度 | 443  | 343  | [ 25 ] |
| 1995（平成07）年度 | 444  | 343  | [ 26 ] |
| 1996（平成08）年度 | 442  | 339  | [ 27 ] |
| 1997（平成09）年度 | 408  | 313  | [ 28 ] |
| 1998（平成10）年度 | 374  | 292  | [ 29 ] |
| 1999（平成11）年度 | 340  | 260  | [ 29 ] |
| 2000（平成12）年度 | 325  | 249  | [ 29 ] |
| 2001（平成13）年度 | 323  | 247  | [ 30 ] |
| 2002（平成14）年度 | 312  | 236  | [ 30 ] |
| 2003（平成15）年度 | 294  | 223  | [ 30 ] |
| 2004（平成16）年度 | 290  | 219  | [ 31 ] |
| 2005（平成17）年度 | 287  | 223  | [ 31 ] |
| 2006（平成18）年度 | 291  | 234  | [ 31 ] |
| 2007（平成19）年度 | 339  | 245  | [ 32 ] |
| 2008（平成20）年度 | 357  | 246  | [ 32 ] |
| 2009（平成21）年度 | 351  | 243  | [ 32 ] |
| 2010（平成22）年度 | 351  | 239  | [ 33 ] |
| 2011（平成23）年度 | 346  | 241  | [ 33 ] |
| 2012（平成24）年度 | 364  | 257  | [ 33 ] |
| 2013（平成25）年度 | 363  | 252  | [ 34 ] |
| 2014（平成26）年度 | 333  | 225  | [ 34 ] |
| 2015（平成27）年度 | 348  | 232  | [ 34 ] |
| 2016（平成28）年度 | 337  | 226  | [ 35 ] |
| 2017（平成29）年度 | 327  | 222  | [ 35 ] |
| 2018（平成30）年度 | 321  | 213  | [ 35 ] |
| 2019（令和元）年度 | 320  | 207  | [ 36 ] |

## 駅周辺
周辺には畑や草原が広がっている。野間の集落からは離れており住宅は少ない。
- 野間大坊（鶴林山無量寿院大御堂寺）
- 美浜町立野間中学校
- LIDO美浜サーキット
- 新南愛知カントリークラブ 美浜コース

## 隣の駅
名古屋鉄道
KC 知多新線	
■特急・□快速急行・■急行・■普通
知多奥田駅 (KC22) - 野間駅 (KC23) - 内海駅 (KC24)
なお、当駅と内海駅との間に、小野浦駅の設置が計画されていたが実現しなかった。